# Arcidiocesi di San Juan (Porto Rico)
L'arcidiocesi di San Juan di Porto Rico (in latino: Archidioecesis Sancti Joannis Portoricensis) è una sede metropolitana della Chiesa cattolica a Porto Rico. Nel 2022 contava 860.640 battezzati su 1.229.500 abitanti. È retta dall'arcivescovo Roberto Octavio González Nieves, O.F.M.

## Territorio
L'arcidiocesi si estende nella parte nord-orientale dell'isola di Porto Rico e comprende la città di San Juan, dove si trova la cattedrale di San Giovanni Battista.
Il territorio è suddiviso in 141 parrocchie.

## Storia
La diocesi di Porto Rico fu eretta l'8 agosto 1511 con la bolla Romanus Pontifex di papa Giulio II. Originariamente era suffraganea dell'arcidiocesi di Siviglia.
Il primo vescovo fu Alonso Manso, che ebbe la cattedra episcopale per 26 anni e fu il primo vescovo a giungere nelle Americhe. Nel 1519 la diocesi si ampliò, includendo nel suo territorio tutte le Piccole Antille.
Il 12 febbraio 1546 la diocesi entrò a far parte della provincia ecclesiastica dell'arcidiocesi di Santo Domingo.
Il 20 maggio 1790 cedette una porzione del suo territorio a vantaggio dell'erezione della diocesi di Santo Tomás de Guayana (oggi arcidiocesi di Ciudad Bolívar).
Il 24 novembre 1803 in virtù della bolla In universalis Ecclesiae regimine di papa Pio VII la diocesi entrò a far parte della provincia ecclesiastica dell'arcidiocesi di Santiago di Cuba.
Il 28 novembre 1816 per effetto della bolla Divinis praeceptis dello stesso papa Pio VII tornò ad essere suffraganea dell'arcidiocesi di Santo Domingo.
Con il breve apostolico Actum Praeclare del 20 febbraio 1903, papa Leone XIII separò la diocesi dalla provincia ecclesiastica di Santiago di Cuba, a cui nel frattempo era stata nuovamente sottomessa, e la rese immediatamente soggetta alla Santa Sede.
Nel 1917 la diocesi celebrò un sinodo presieduto dal vescovo William Ambrose Jones, che seppe dare alle parrocchie un'impostazione finanziaria, mettendole in grado di funzionare correttamente.
Il 21 novembre 1924 con la bolla Ad Sacrosanctum Apostolatus Officium di papa Pio XI assunse il nome di diocesi di San Juan di Porto Rico. Con la stessa bolla, la diocesi cedette una porzione del suo territorio a vantaggio dell'erezione della diocesi di Ponce e contestualmente ampliò il proprio territorio con le Isole Vergini Americane, fino a quel momento appartenute alla diocesi di Roseau.
Il 30 aprile 1960 in forza della bolla Cum apostolicus di papa Giovanni XXIII ha ceduto altre porzioni di territorio a vantaggio dell'erezione della diocesi di Arecibo e della prelatura territoriale delle Isole Vergini (oggi diocesi di Saint Thomas) e contestualmente è stata elevata al rango di arcidiocesi metropolitana.
Il 4 novembre 1964 ha ceduto un'ulteriore porzione di territorio a vantaggio dell'erezione della diocesi di Caguas.
Il 21 ottobre 1968 in virtù del decreto Maiori Christifidelium della Congregazione per i vescovi ha acquisito il territorio del municipio di Toa Baja, che apparteneva alla diocesi di Arecibo.
Durante l'episcopato di Luis Aponte Martínez furono fondate diverse scuole cattoliche, riorganizzate sotto una sopraintendenza diocesana; si diede impulso ai mezzi di comunicazione, fra cui il settimanale El Visitante, le emittenti radiofoniche AM-81 e Radio Oro, e la rete televisiva Canal 13; si diede inizio a un santuario nazionale dedicato alla Vergine della Divina Provvidenza, dichiarata patrona di Porto Rico da papa Paolo VI.
L'11 marzo 2008 ha ceduto ancora una porzione di territorio a vantaggio dell'erezione della diocesi di Fajardo-Humacao.

## Cronotassi dei vescovi
Si omettono i periodi di sede vacante non superiori ai 2 anni o non storicamente accertati.
- Alonso Manso † (8 agosto 1511 - 27 settembre 1539 deceduto)
- Rodrigo de Bastidas y Rodríguez de Romera † (6 luglio 1541 - 6 maggio 1567 dimesso)
- Francisco Andrés de Carvajal, O.F.M. † (2 giugno 1568 - 10 maggio 1570 nominato arcivescovo di Santo Domingo)
- Manuel de Mercado Aldrete, O.S.H. † (4 settembre 1570 - 28 marzo 1576 nominato vescovo di Panamá)
- Diego de Salamanca, O.S.A. † (28 marzo 1576 - 4 aprile 1587 dimesso)
- Nicolás de Ramos y Santos, O.F.M. † (12 febbraio 1588 - 13 luglio 1592 nominato arcivescovo di Santo Domingo)
- Antonio Calderón de León † (25 dicembre 1593 - 25 maggio 1598 nominato vescovo di Panamá)
  - Sede vacante (1598-1600)
- Martín Vásquez de Arce, O.P. † (5 settembre 1600 - 13 gennaio 1609 deceduto)
  - Sede vacante (1609-1611)
- Francisco Diaz de Cabrera y Córdoba, O.P. † (17 agosto 1611 - 19 luglio 1614 nominato vescovo di Trujillo)
- Pedro de Solier y Vargas, O.S.A. † (17 novembre 1614 - 16 dicembre 1619 nominato arcivescovo di Santo Domingo)
- Bernardo de Valbuena y Villanueva † (14 dicembre 1620 - 11 ottobre 1627 deceduto)
  - Sede vacante (1627-1631)
- Juan López de Agurto de la Mata † (10 febbraio 1631 - 8 agosto 1634 nominato vescovo di Coro)
- Juan Alonso de Solis y Mendoza, O.Carm. † (1º settembre 1636 - 19 aprile 1641 deceduto)
  - Sede vacante (1641-1643)
- Damián López de Haro y Villarda, O.SS.T. † (13 luglio 1643 - 24 agosto 1648 deceduto)
- Hernando de Lobo Castrillo, O.F.M. † (9 dicembre 1649 - 18 ottobre 1651 deceduto)
- Francisco Naranjo, O.P. † (1652 - 1655 deceduto)
- Juan Francisco Arnaldo Isasi † (29 maggio 1656 - 4 aprile 1661 deceduto)
- Manuel Molinero † (1663 - 1663)
- Benito de Rivas, O.S.B. † (4 giugno 1663 - 27 agosto 1668 deceduto)
  - Sede vacante (1668-1670)
- Bartolomé García de Escañuela, O.F.M. † (6 ottobre 1670 - 16 novembre 1676 nominato vescovo di Durango)
- Juan de Santiago y León Garabito † (1676 - 13 settembre 1677 nominato vescovo di Guadalajara)
- Marcos Arista de Sobremonte † (13 settembre 1677 - 10 agosto 1681 deceduto)
  - Sede vacante (1681-1683)
- Juan Francisco de Padilla y San Martín, O. de M. † (15 novembre 1683 - 1º giugno 1699 nominato vescovo di Santa Cruz de la Sierra)
  - Sede vacante (1699-1704)
- Jerónimo de Valdés, O.S.Bas. † (11 febbraio 1704 - 15 dicembre 1705 nominato vescovo di Santiago di Cuba)
- Domingo Pérez Urbano, O.SS.T. † (?)
- Pedro de la Concepción Urtiaga y Salazar, O.F.M. † (21 marzo 1707 - novembre 1715 deceduto)
  - Raymundo Caballero, O.Cist. † (30 marzo 1716 - agosto 1716 deceduto) (vescovo eletto)
- Fernando de Valdivia y Mendoza, O.S.A. † (10 gennaio 1718 - 25 novembre 1725 deceduto)
- Sebastián Lorenzo Pizarro, O.S.Bas. † (17 marzo 1727 - 23 luglio 1736 deceduto)
- Francisco Pérez Lozano, O.S.Bas. † (3 marzo 1738 - 9 agosto 1743 deceduto)
  - Francisco Placido de Bejar, O.S.Bas. † (9 settembre 1743 - 24 giugno 1745 deceduto) (vescovo eletto)
  - José Martínez † (?) (vescovo eletto)
- Francisco Julián de Antolino † (6 maggio 1748 - 25 settembre 1752 nominato vescovo di Caracas)
  - Sede vacante (1752-1756)
- Pedro Martínez de Oneca † (24 maggio 1756 - 27 aprile 1760 deceduto)
- Mariano Martí † (25 maggio 1761 - 29 gennaio 1770 nominato vescovo di Caracas)
- Manuel Jiménez Pérez, O.S.B. † (4 marzo 1771 - 20 agosto 1781 deceduto)
  - Sede vacante (1781-1784)
- Felipe José de Tres-Palacios y Verdeja † (25 giugno 1784 - 30 marzo 1789 nominato vescovo di San Cristóbal de la Habana)
- Francisco de Cuerda † (29 marzo 1790 - 28 maggio 1795 dimesso)
- Juan Bautista de Zengotita y Bengoa, O. de M. † (1º giugno 1795 - 1º novembre 1802 deceduto)
- Juan Alejo de Arizmendi de La Torre † (26 settembre 1803 - 12 ottobre 1814 deceduto)
- Mariano Rodríguez de Olmedo y Valle † (18 dicembre 1815 - 8 luglio 1824 nominato arcivescovo di Santiago di Cuba)
- Pedro Gutiérrez de Cos † (13 marzo 1826 - 9 aprile 1833 deceduto)
  - Miguel Laborda y Galindo (?) † (1833 - 1845) (vescovo eletto)
  - Francisco Fleix Soláus † (19 gennaio 1846 - 16 aprile 1846 nominato vescovo di San Cristóbal de la Habana) (vescovo eletto)
- Francisco de La Puente, O.P. † (27 luglio 1846 - 3 luglio 1848 nominato vescovo di Segovia)
- Gil Estévez y Tomás † (3 luglio 1848 - 23 giugno 1854 nominato vescovo di Tarazona)
  - Sede vacante (1854-1857)
- Pablo Benigno (Vicente) Carrión de Málaga, O.F.M.Cap. † (21 dicembre 1857 - 29 novembre 1871 deceduto)
  - Sede vacante (1871-1874)
- Juan Antonio Puig y Montserrat, O.F.M. † (16 gennaio 1874 - 2 gennaio 1894 deceduto)
- Toribio Minguella y Arnedo, O.A.R. † (21 maggio 1894 - 24 marzo 1898 nominato vescovo di Sigüenza)
- Francisco Javier Valdés y Noriega, O.S.A. † (24 marzo 1898 - 6 aprile 1899 dimesso[4])
- James Herbert Blenk, S.M. † (12 giugno 1899 - 20 aprile 1906 nominato arcivescovo di New Orleans)
- William Ambrose Jones, O.S.A. † (15 gennaio 1907 - 17 febbraio 1921 deceduto)
- George Joseph Caruana † (5 agosto 1921 - 22 dicembre 1925 nominato delegato apostolico in Messico e nelle Antille[5])
  - Sede vacante (1925-1929)
- Edwin Vincent Byrne † (8 marzo 1929 - 12 giugno 1943 nominato arcivescovo di Santa Fe)
- James Peter Davis † (3 luglio 1943 - 3 gennaio 1964 nominato arcivescovo di Santa Fe)
- Luis Aponte Martínez † (4 novembre 1964 - 26 marzo 1999 ritirato)
- Roberto Octavio González Nieves, O.F.M., dal 26 marzo 1999

## Statistiche
L'arcidiocesi nel 2022 su una popolazione di 1.229.500 persone contava 860.640 battezzati, corrispondenti al 70,0% del totale.
| anno | popolazione | popolazione | popolazione | presbiteri | presbiteri | presbiteri | presbiteri                | diaconi | religiosi | religiosi | parrocchie |
| anno | battezzati  | totale      | %           | numero     | secolari   | regolari   | battezzati per presbitero | diaconi | uomini    | donne     | parrocchie |
| ---- | ----------- | ----------- | ----------- | ---------- | ---------- | ---------- | ------------------------- | ------- | --------- | --------- | ---------- |
| 1949 | 1.130.000   | 1.200.000   | 94,2        | 173        | 41         | 132        | 6.531                     |         | 147       | 342       | 63         |
| 1966 | 700.000     | 800.000     | 87,5        | 255        | 66         | 189        | 2.745                     |         | 220       | 639       | 53         |
| 1970 | 970.400     | 1.500.000   | 64,7        | 278        | 89         | 189        | 3.490                     |         | 234       | 391       | 83         |
| 1976 | 874.240     | 1.090.800   | 80,1        | 320        | 88         | 232        | 2.732                     |         | 294       | 833       | 110        |
| 1980 | 1.002.080   | 1.252.600   | 80,0        | 327        | 108        | 219        | 3.064                     | 57      | 313       | 750       | 119        |
| 1990 | 989.000     | 1.237.000   | 80,0        | 346        | 124        | 222        | 2.858                     | 241     | 306       | 629       | 146        |
| 1999 | 1.127.197   | 1.408.997   | 80,0        | 326        | 149        | 177        | 3.457                     | 263     | 219       | 314       | 153        |
| 2000 | 1.007.197   | 1.393.611   | 72,3        | 349        | 142        | 207        | 2.885                     | 262     | 291       | 506       | 154        |
| 2001 | 1.000.000   | 1.435.782   | 69,6        | 345        | 135        | 210        | 2.898                     | 265     | 284       | 489       | 154        |
| 2002 | 1.001.628   | 1.460.593   | 68,6        | 330        | 134        | 196        | 3.035                     | 256     | 279       | 554       | 154        |
| 2003 | 1.011.178   | 1.697.435   | 59,6        | 328        | 139        | 189        | 3.082                     | 242     | 252       | 380       | 154        |
| 2004 | 1.064.622   | 1.419.496   | 75,0        | 335        | 144        | 191        | 3.177                     | 241     | 251       | 510       | 154        |
| 2010 | 898.218     | 1.281.893   | 70,1        | 279        | 115        | 164        | 3.219                     | 165     | 203       | 459       | 142        |
| 2014 | 912.000     | 1.305.000   | 69,9        | 239        | 116        | 123        | 3.815                     | 202     | 141       | 278       | 142        |
| 2017 | 929.000     | 1.330.000   | 69,8        | 198        | 103        | 95         | 4.691                     | 200     | 121       | 387       | 177        |
| 2020 | 888.850     | 1.272.500   | 69,9        | 190        | 106        | 84         | 4.678                     | 197     | 98        | 378       | 143        |
| 2022 | 860.640     | 1.229.500   | 70,0        | 175        | 98         | 77         | 4.917                     | 195     | 91        | 370       | 141        |